# Armorial des localités de Fejér
Cette page donne les armoiries (figures et blasonnements) des localités du comitat de Fejér.
- Haut – A
- B
- C
- D
- E
- F
- G
- H
- I
- J
- K
- L
- M
- N
- O
- P
- Q
- R
- S
- T
- U
- V
- W
- X
- Y
- Z

## A
| Blason de Aba | Blason  | Inconnu.                                         |
| Blason de Aba | Détails | Le statut officiel du blason reste à déterminer. |

| Blason de Adony | Blason  | Inconnu.                                         |
| Blason de Adony | Détails | Le statut officiel du blason reste à déterminer. |

| Blason à dessiner | Blason  | Inconnu.                                         |
| Blason à dessiner | Détails | Le statut officiel du blason reste à déterminer. |

| Blason de Alcsútdoboz | Blason  | Inconnu.                                         |
| Blason de Alcsútdoboz | Détails | Le statut officiel du blason reste à déterminer. |

| Blason de Alsószentiván | Blason  | Inconnu.                                         |
| Blason de Alsószentiván | Détails | Le statut officiel du blason reste à déterminer. |

## B
| Blason de Bakonycsernye | Blason  | Inconnu.                                         |
| Blason de Bakonycsernye | Détails | Le statut officiel du blason reste à déterminer. |

| Blason de Balinka | Blason  | Inconnu.                                         |
| Blason de Balinka | Détails | Le statut officiel du blason reste à déterminer. |

| Blason à dessiner | Blason  | Inconnu.                                         |
| Blason à dessiner | Détails | Le statut officiel du blason reste à déterminer. |

| Blason à dessiner | Blason  | Inconnu.                                         |
| Blason à dessiner | Détails | Le statut officiel du blason reste à déterminer. |

| Blason de Beloiannisz | Blason  | Inconnu.                                         |
| Blason de Beloiannisz | Détails | Le statut officiel du blason reste à déterminer. |

| Blason de Besnyő | Blason  | Inconnu.                                         |
| Blason de Besnyő | Détails | Le statut officiel du blason reste à déterminer. |

| Blason à dessiner | Blason  | Inconnu.                                         |
| Blason à dessiner | Détails | Le statut officiel du blason reste à déterminer. |

| Blason à dessiner | Blason  | Inconnu.                                         |
| Blason à dessiner | Détails | Le statut officiel du blason reste à déterminer. |

## C-Cs
| Blason à dessiner | Blason  | Inconnu.                                         |
| Blason à dessiner | Détails | Le statut officiel du blason reste à déterminer. |

| Blason à dessiner | Blason  | Inconnu.                                         |
| Blason à dessiner | Détails | Le statut officiel du blason reste à déterminer. |

| Blason à dessiner | Blason  | Inconnu.                                         |
| Blason à dessiner | Détails | Le statut officiel du blason reste à déterminer. |

| Blason à dessiner | Blason  | Inconnu.                                         |
| Blason à dessiner | Détails | Le statut officiel du blason reste à déterminer. |

| Blason à dessiner | Blason  | Inconnu.                                         |
| Blason à dessiner | Détails | Le statut officiel du blason reste à déterminer. |

| Blason à dessiner | Blason  | Inconnu.                                         |
| Blason à dessiner | Détails | Le statut officiel du blason reste à déterminer. |

## D
| Blason à dessiner | Blason  | Inconnu.                                         |
| Blason à dessiner | Détails | Le statut officiel du blason reste à déterminer. |

| Blason à dessiner | Blason  | Inconnu.                                         |
| Blason à dessiner | Détails | Le statut officiel du blason reste à déterminer. |

| Blason de Dunaújváros | Blason  | Inconnu.                                         |
| Blason de Dunaújváros | Détails | Le statut officiel du blason reste à déterminer. |

## E
| Blason à dessiner | Blason  | Inconnu.                                         |
| Blason à dessiner | Détails | Le statut officiel du blason reste à déterminer. |

| Blason de Enying | Blason  | Inconnu.                                         |
| Blason de Enying | Détails | Le statut officiel du blason reste à déterminer. |

| Blason à dessiner | Blason  | Inconnu.                                         |
| Blason à dessiner | Détails | Le statut officiel du blason reste à déterminer. |

| Blason à dessiner | Blason  | Inconnu.                                         |
| Blason à dessiner | Détails | Le statut officiel du blason reste à déterminer. |

## F
| Blason à dessiner | Blason  | Inconnu.                                         |
| Blason à dessiner | Détails | Le statut officiel du blason reste à déterminer. |

| Blason de Felcsút | Blason  | Inconnu.                                         |
| Blason de Felcsút | Détails | Le statut officiel du blason reste à déterminer. |

## G-Gy
| Blason à dessiner | Blason  | Inconnu.                                         |
| Blason à dessiner | Détails | Le statut officiel du blason reste à déterminer. |

| Blason à dessiner | Blason  | Inconnu.                                         |
| Blason à dessiner | Détails | Le statut officiel du blason reste à déterminer. |

| Blason à dessiner | Blason  | Inconnu.                                         |
| Blason à dessiner | Détails | Le statut officiel du blason reste à déterminer. |

## H
| Blason de Hantos | Blason  | Inconnu.                                         |
| Blason de Hantos | Détails | Le statut officiel du blason reste à déterminer. |

## I
| Blason à dessiner | Blason  | Inconnu.                                         |
| Blason à dessiner | Détails | Le statut officiel du blason reste à déterminer. |

| Blason à dessiner | Blason  | Inconnu.                                         |
| Blason à dessiner | Détails | Le statut officiel du blason reste à déterminer. |

| Blason à dessiner | Blason  | Inconnu.                                         |
| Blason à dessiner | Détails | Le statut officiel du blason reste à déterminer. |

| Blason de Iváncsa | Blason  | Inconnu.                                         |
| Blason de Iváncsa | Détails | Le statut officiel du blason reste à déterminer. |

## J
| Blason à dessiner | Blason  | Inconnu.                                         |
| Blason à dessiner | Détails | Le statut officiel du blason reste à déterminer. |

## K
| Blason à dessiner | Blason  | Inconnu.                                         |
| Blason à dessiner | Détails | Le statut officiel du blason reste à déterminer. |

| Blason à dessiner | Blason  | Inconnu.                                         |
| Blason à dessiner | Détails | Le statut officiel du blason reste à déterminer. |

| Blason à dessiner | Blason  | Inconnu.                                         |
| Blason à dessiner | Détails | Le statut officiel du blason reste à déterminer. |

| Blason à dessiner | Blason  | Inconnu.                                         |
| Blason à dessiner | Détails | Le statut officiel du blason reste à déterminer. |

| Blason à dessiner | Blason  | Inconnu.                                         |
| Blason à dessiner | Détails | Le statut officiel du blason reste à déterminer. |

| Blason à dessiner | Blason  | Inconnu.                                         |
| Blason à dessiner | Détails | Le statut officiel du blason reste à déterminer. |

| Blason à dessiner | Blason  | Inconnu.                                         |
| Blason à dessiner | Détails | Le statut officiel du blason reste à déterminer. |

| Blason de Kulcs | Blason  | Inconnu.                                         |
| Blason de Kulcs | Détails | Le statut officiel du blason reste à déterminer. |

## S
| Blason de Seregélyes | Blason  | Inconnu.                                         |
| Blason de Seregélyes | Détails | Le statut officiel du blason reste à déterminer. |